# Изатулла
Изатулла (каз. Изатулла) — село в Бородулихинском районе Абайской области Казахстана. Входит в состав Петропавловского сельского округа. Код КАТО — 633877300.

## Население
В 1999 году население села составляло 105 человек (57 мужчин и 48 женщин). По данным переписи 2009 года, в селе проживало 59 человек (34 мужчины и 25 женщин).

## Известные уроженцы
В селе родился Гусман Ситтыкович Косанов (1935—1990) — советский легкоатлет, серебряный призёр Олимпиады–1960 в Риме (эстафета 4×100 метров), первый призёр Олимпиады — уроженец Казахстана и этнический казах.